# شوینتاینو (شهرستان شچتنو)
شوینتاینو (به لهستانی:  Świętajno) یک روستا در لهستان است که در گمینا شوینتاینو (شهرستان شچتنو) واقع شده‌است. شوینتاینو ۲٬۰۰۰ نفر جمعیت دارد.